# Пічі Алонсо
Анхель Алонсо Еррера (ісп. Àngel Alonso Herrera нар. 17 грудня 1954, Бенікарло), більш відомий як Пічі Алонсо (ісп. Pichi Alonso) — іспанський футболіст, що грав на позиції нападника. По завершенні ігрової кар'єри — футбольний тренер та телеведучий.
Виступав на батьківщині за клуби «Кастельйон», «Реал Сарагоса», «Барселона» та «Еспаньйол», а також національну збірну Іспанії. У складі «Барселони» ставав чемпіоном Іспанії, володарем Кубка Іспанії, Кубка іспанської ліги та Суперкубка Іспанії.

## Клубна кар'єра
Народився 17 грудня 1954 року в місті Бенікарло. Вихованець юнацьких команд футбольних клубів «Бенікарло» та «Кастельйон».
У дорослому футболі дебютував 1975 року виступами за «Кастельйон», в якому провів два сезони у Сегунді, взявши участь у 57 матчах чемпіонату.
Влітку 1977 року перейшов в «Сарагосу», з якою в першому ж сезоні виграв Сегунду та вийшов до вищого іспанського дивізіону. Всього відіграв за клуб з Сарагоси наступні п'ять сезонів своєї ігрової кар'єри. Більшість часу, проведеного у складі сарагоського «Реала», був основним гравцем атакувальної ланки команди і одним з головних бомбардирів команди, забивши 92 м'ячі в 160 матчах чемпіонату.
Висока результативність Пічі стала причиною зацікавленості грандів іспанського футболу і влітку 1982 року він перебрався в «Барселону». Пічі Алонсо став в «Барсі» лідером атак, але після покупки Стіва Арчибальда перемістився на лавку запасних. Тим не менш, в Кубку чемпіонів 1985/86 Пічі став одним з героїв католонців. Після виїзної поразки 0:3 з «Гетеборгом» у півфіналі, Пічі у матчі-відповіді зробив хет-трик, завдяки якому «Барселона» перевела матч в серію пенальті, яку і виграла 5:4. Проте у фіналі Алонсо став одним з гравців, що не реалізував післяматчевий пенальті у ворота «Стяуа», через що каталонці так і не змогли здобути трофей.
У тому ж 1986 році Пічі перейшов в «Еспаньйол», в якому і завершив кар'єру футболіста в 1989 році.
Всього у вищій лізі чемпіонату Іспанії провів 265 матчів і забив 107 м'ячів.

## Виступи за збірну
1978 року дебютував в офіційних матчах у складі національної збірної Іспанії. Протягом кар'єри у національній команді, яка тривала усього 3 роки, провів у формі головної команди країни лише 3 матчі (по одному виході на заміну кожного року).

## Кар'єра тренера
Розпочав тренерську кар'єру невдовзі по завершенні кар'єри гравця, 1992 року, очоливши тренерський штаб клубу «Фігерас», після чого допомагав Віктору Муньйосу в «Мальорці».
З 1995 по 2005 рік очолював невизнану ФІФА та УЄФА збірну Каталонії, яка проводила лише по кілька матчів за рік.
В травні 2006 року став тренером донецького «Металурга», ставши першим іспанським тренером в українському чемпіонаті. Відразу по приходу Пічі розпочав кадрові зміни, зокрема запросивши до клубу колишнього гравця «Барселони» та «Манчестер Юнайтеда» Йорді Кройфа. За підсумками першої половини сезону «Металург» здобув лише п'ять перемог у 16 матчах і займав восьме місце в чемпіонаті. Після цього у грудні того ж року Алонсо був звільнений з посади головного тренера.
Також працював в телекоментатором на каналі TV3 протягом 20 років з 20 вересня 1992 по 2 вересня 2012 року.

## Титули і досягнення
- Чемпіон Іспанії (1):

«Барселона»: 1984-85
- Володар Кубка Іспанії з футболу (1):

«Барселона»: 1982-83
- Володар Суперкубка Іспанії (1):

«Барселона»: 1983
- Володар Кубка іспанської ліги (2):

«Барселона»: 1983, 1986